# جاين تشايلد
جين ريتشموند هيسلوب Jane Richmond Hyslop من مواليد 15 فبراير 1967، والمعروفة باسم جين تشايلد ، هي مغنية وكاتبة أغاني ومنتجة تسجيلات كندية اشتهرت بأغنيتها المنفردة «لا تريد الوقوع في الحب». وهي معروفة أيضًا بأسلوبها غير المعتاد في الموضة، والذي تضمن تسريحة شعر مصنوعة من المسامير وضفائر بطول الكاحل وثقب سلسلة الأنف.

## مشوار فني
وُلدت تشايلد في تورنتو، وهي ابنة الموسيقي الكلاسيكي الكندي الشهير ريكي هيسلوب. انضمت إلى فرقة أطفال شركة الأوبرا الكندية وفي شبابها. نشأت الطفلة يهودية، وتم تدريبها بشكل كلاسيكي على عزف البيانو خلال شبابها، لكنها في سن الخامسة عشرة تركت المدرسة وانضمت إلى فرقة موسيقية، وهي تعزف على آلة المزج وتغني في عروضهم. كانت لديها أيضًا وظائف موسيقية مختلفة مثل عازف الأرغن في الكنائس أو بارات البيانو أو أداء الأناشيد التجارية.
في النهاية قطعت تشايلد شريطًا تجريبيًا وتم توقيعها على ملصق نقلها إلى نيويورك ثم لوس أنجلوس. Adamant عند إنتاج موسيقاها الخاصة، تركت Child التسمية، وبعد مفاوضات مع شركات أخرى، استقرت مع وارنر برذرز. السجلات التي وافقت على التوقيع عليها بشروطها الخاصة. ألبومها الأول، جين تشايلد ، الذي صدر في عام 1989، تمت كتابته وإنتاجه بالكامل بواسطة Child ، الذي قام أيضًا بأداء جميع الأصوات وعزف جميع الآلات (باستثناء أجزاء الغيتار)، وهو أمر نادر بالنسبة لفنان مبتدئ وقع على علامة تجارية كبرى. نظرًا لأسلوبها الموسيقي وتركيزها على التحكم في موسيقاها، فقد وصفتها الصحافة في ذلك الوقت بـ «الأمير الأنثى».
اشتهرت بأغنيتها المنفردة الناجحة «لا تريد الوقوع في الحب» ،  والتي بلغت ذروتها في المرتبة الثانية على بيلبورد هوت 100 في عام 1990. حققت الأغنية أيضًا نجاحًا كبيرًا على مخطط R & B - وهو أمر نادر بالنسبة لفنان أبيض - وبلغت ذروتها في المرتبة السادسة. حققت أغنيتها المنفردة السابقة، «مرحبًا بكم في العالم الحقيقي»، نجاحًا متواضعًا، وبلغت ذروتها في المركز 49 على بيلبورد هوت 100 .
- في عام 1993، أصدرت ألبومها الثاني Here Not There . في الألبوم، وسعت صوت R & B الخاص بها لمزجها بآثار موسيقى الروك والغرنج والموسيقى الشرقية. كان الألبوم وأغانيه الفردية إخفاقات تجارية، وتم إسقاطها من الملصق وظلت بعيدة عن الأضواء لبقية العقد، وأطلقت بعض التعاون مع الفنانين اليابانيين في ذلك البلد.
- صدر ألبومها الثالث والأخير، Surge ، [7] في عام 2001 باسمها الخاص Sugarwave.[8] في نفس العام، أعادت تسجيل أغنية "World Lullabye" من ألبومها الأول وباعت الأغنية عبر موقعها على الإنترنت، وجميع العائدات تم التبرع بها إلى Twin Towers Fund.

- سجلت غلافًا لأغنية تينا تورنر «لا نحتاج إلى بطل آخر» لألبوم تحية، ما هو الحب؟ تحية لتينا تيرنر ، صدر في عام 2004.

## حياتها
وهي متزوجة من كات جراي، كبير الموسيقيين في برنامج Let's Make a Deal منذ عام 2004.

## ديسكوغرافي

### ألبومات

#### ألبومات الاستوديو
| عام  | عنوان        | ملصق        | الولايات المتحدة |
| ---- | ------------ | ----------- | ---------------- |
| 1989 | جين تشايلد   | وارنر بروس. | 49               |
| 1993 | هنا ليس هناك | وارنر بروس. | -                |
| 2001 | طفرة         | شوغرويف     | -                |

#### ألبومات ريمكس
| عام  | عنوان               | ملصق    |
| ---- | ------------------- | ------- |
| 2002 | تم إعادة دمج الطفرة | شوغرويف |

### الفردي

#### كفنانة رئيسي
| عام  | عنوان                         | البوم        | ملصق        | كاليفورنيا | الولايات المتحدة | الرقص الأمريكي | الولايات المتحدة R &amp; B | المملكة المتحدة | أستراليا |
| ---- | ----------------------------- | ------------ | ----------- | ---------- | ---------------- | -------------- | -------------------------- | --------------- | -------- |
| 1989 | "مرحبا بكم في العالم الحقيقي" | جين تشايلد   | وارنر بروس. | 59         | 49               | -              | -                          | -               | -        |
| 1990 | " لا أريد الوقوع في الحب "    | جين تشايلد   | وارنر بروس. | 4          | 2                | 11             | 6                          | 22              | 97       |
| 1992 | "Mona Lisa Smiles"            | هنا ليس هناك | وارنر بروس. | -          | -                | -              | -                          | -               | -        |
| 1993 | "هنا ليس هناك"                | هنا ليس هناك | وارنر بروس. | -          | -                | -              | -                          | -               | -        |
| 1993 | "Do Whatcha Do"               | هنا ليس هناك | وارنر بروس. | -          | -                | -              | -                          | -               | -        |
| 1993 | "الحب المثالي"                | هنا ليس هناك | وارنر بروس. | -          | -                | -              | -                          | -               | -        |
| 1994 | "كل ما أفعل"                  | هنا ليس هناك | وارنر بروس. | 80         | -                | 25             | -                          | -               | -        |
| 2001 | قالب:Non-album single         | شوغرويف      | -           | -          | -                | -              | -                          | -               |          |
| 2001 | "جميل تقريبا"                 | شوغرويف      | طفرة        | -          | -                | -              | -                          | -               | -        |
| 2002 | "يوم جميل"                    | شوغرويف      | طفرة        | -          | -                | -              | -                          | -               | -        |

#### كفنانة مميزة
| عام  | عنوان                                           | ملصق      |
| ---- | ----------------------------------------------- | --------- |
| 1998 | "ربما غدا" (توموهيكو نيشيمورا الفذ. جين تشايلد) | بيت المرح |

## روابط خارجية
- Jane Child at AllMusic
- جاين تشايلد التسجيلات من ديسكاغز.كوم
- Jane Child discography at MusicBrainz